# 韋斯特伯里 (紐約州)
韋斯特伯里（英語：Westbury）是位於美國紐約州拿騷縣的村。

## 人口
根據2020年美國人口普查的數據，韋斯特伯里的面積為6.07平方千米，皆為陸地。當地共有人口15864人，而人口密度為每平方千米2,614人。